# John Robert Gregg
John Robert Gregg (ur. 17 czerwca 1867 w Shantonagh, zm. 23 lutego 1948 w Nowym Jorku) – irlandzki nauczyciel, wydawca, filantrop i wynalazca systemu stenograficznego o nazwie Gregg Shorthand.

## Życiorys

### Dzieciństwo
Urodził się w Shantonagh w Irlandii, jako najmłodsze dziecko Roberta i Margaret Gregg. W 1872 r. rodzina przeniosła się do Rockcorry w hrabstwie Monaghan, gdzie ojciec Johna pełnił funkcję naczelnika stacji kolejowej. Razem z żoną wychowywali dzieci w duchu prezbiteriańskich zasad. W drugiej klasie szkoły podstawowej nauczyciel przyłapał Johna na podpowiadaniu koledze, za co obaj zostali uderzeni po głowie. W wyniku tego zajścia John doznał poważnego uszkodzenia słuchu, co później utrudniło mu kontakt z kolegami i nauczycielami. Naraziło go też na nieprawdziwe opinie, że jest otępiały lub upośledzony umysłowo.
W 1877 r. do miasteczka przyjechał na weekend jeden z przyjaciół ojca Johna, dziennikarz nazwiskiem Annesley. Był on dobrze obeznany z systemem stenograficznym Pitmana, więc postanowił dokładnie zanotować całe kazanie miejscowego pastora. Ten jednak bardzo się tego obawiał, gdyż skopiował je od pewnego sławnego kaznodziei i nie chciał, by wyszło to na jaw. Po tym wydarzeniu Gregg zrozumiał, że umiejętności stenograficzne są bardzo cenne, więc kazał swoim dzieciom obowiązkowo się ich uczyć. Wyjątkiem był John, którego rodzina uważała za zbyt „prostego”, by mógł je opanować. Jednak żadne z dzieci nie nauczyło się go w pełni, z wyjątkiem Johna, który sam nauczył się go z książek.
Z powodu trudnej sytuacji rodzinnej, jeszcze przed ukończeniem trzynastego roku życia porzucił szkołę i poszedł do pracy. Pomagał w biurze prawnym za pięć szylingów tygodniowo.

### Kariera
Opanowanie zasad stenografii pozwoliło mu później na stworzenie własnego systemu, opartego na angielskiej metodzie geometrycznej, zawierającej jednocześnie wszystko, co najlepsze z osiągnięć metod kursywnych. Stąd, zamiast na prostych formach geometrycznych, oparł się na elipsach, jako podstawowych wzorcach kształtów, a połączenia między znakami wywodził tak, aby były zgodne z motoryką piszącej ręki. Jednocześnie zarzucił pogrubianie (czyli cieniowanie), stąd pierwotnie jego system nazywał się Light-Line Phonography. 
W 1893 r. wyemigrował do Stanów Zjednoczonych, gdzie opublikował swój system, zwany Gregg Shorthand. Odniósł on tak wielki sukces, że wykładano go na wszystkich uniwersytetach i w większości szkół średnich. Sam Gregg zamieszkał w Chicago i zajął się redagowaniem książek dla Gregg Publishing Company na temat stenografii i praktyk biznesowych.